# Kosmos 501
O Kosmos 501 (em russo: Космос 501) também denominado DS-P1-Yu Nº 56, foi um satélite artificial soviético lançado ao espaço com sucesso no dia 12 de julho de 1972 através de um foguete Kosmos-2I a partir de Kapustin Yar.

## Características
O Kosmos 501 foi o quinquagésimo sexto membro da série de satélites DS-P1-Yu e o quinquagésimo lançado com sucesso após o fracasso dos lançamentos do segundo, do vigésimo terceiro, do trigésimo segundo, do quadragésimo, do quadragésimo quarto e do quinquagésimo quarto membros da série. Sua missão era auxiliar sistemas antissatélites e antimíssil soviéticos.
O Kosmos 501 foi injetado em uma órbita inicial de 2149 km de apogeu e 222 km de perigeu, com uma inclinação orbital de 48,5 graus e um período de 109,3 minutos. Reentrou na atmosfera terrestre em 9 de maio de 1974.